# Mort Drucker
Pour les articles homonymes, voir Drucker.
Mortimer Drucker dit Mort Drucker, né le 29 mars 1929 à Brooklyn (New York) et mort le 9 avril 2020 à Woodbury (New York), est un dessinateur et caricaturiste américain.

## Biographie
Mort Drucker rejoint le magazine Mad en 1957 et devient assez connu (voire révéré) pour ses brillantes parodies de films et de shows télévisés. Il arrive à combiner un style de bandes dessinées avec une approche photographique réaliste des stars de cinéma ou de télévision. Mort Drucker est un artiste indépendant. Il a aussi participé à travers ses caricatures aux couvertures de Time, ainsi qu'à d'autres domaines de l'illustration comme la publicité, les affiches de films ou les livres pour enfants.

### Anecdote
Dans la série Harry Plodder, parodies du film Harry Potter du magazine Mad, le personnage de Lord Voldemort se nomme Druckermort.

## Récompenses
- 1986-1989 : prix spécial de la National Cartoonists Society
- 1988 : prix Reuben
- 1996 : prix Inkpot
- 2011 : temple de la renommée Will Eisner.